# Wereldkampioenschap dammen 1987 (match)
De match om het wereldkampioenschap dammen 1987 werd van 26 september t/m 11 oktober 1987 in Irkoetsk gespeeld door titelverdediger Aleksandr Dybman en Anatoli Gantvarg die hem als in 1986 door hem onttroondde wereldkampioen mocht uitdagen. 
De match bestond uit 20 partijen die alle in remise eindigden waarmee Dybman zijn wereldtitel prolongeerde. 

## Resultaten
| Rang | Land | Naam             | 1 | 2 | 3 | 4 | 5 | 6 | 7 | 8 | 9 | 10 | 11 | 12 | 13 | 14 | 15 | 16 | 17 | 18 | 19 | 20 | punten |
| ---- | ---- | ---------------- | - | - | - | - | - | - | - | - | - | -- | -- | -- | -- | -- | -- | -- | -- | -- | -- | -- | ------ |
| 1    | URS  | Aleksandr Dybman | 1 | 1 | 1 | 1 | 1 | 1 | 1 | 1 | 1 | 1  | 1  | 1  | 1  | 1  | 1  | 1  | 1  | 1  | 1  | 1  | 20     |
| 2    | URS  | Anatoli Gantvarg | 1 | 1 | 1 | 1 | 1 | 1 | 1 | 1 | 1 | 1  | 1  | 1  | 1  | 1  | 1  | 1  | 1  | 1  | 1  | 1  | 20     |